# Gasthaus zum Scharfen Eck (Kronach)

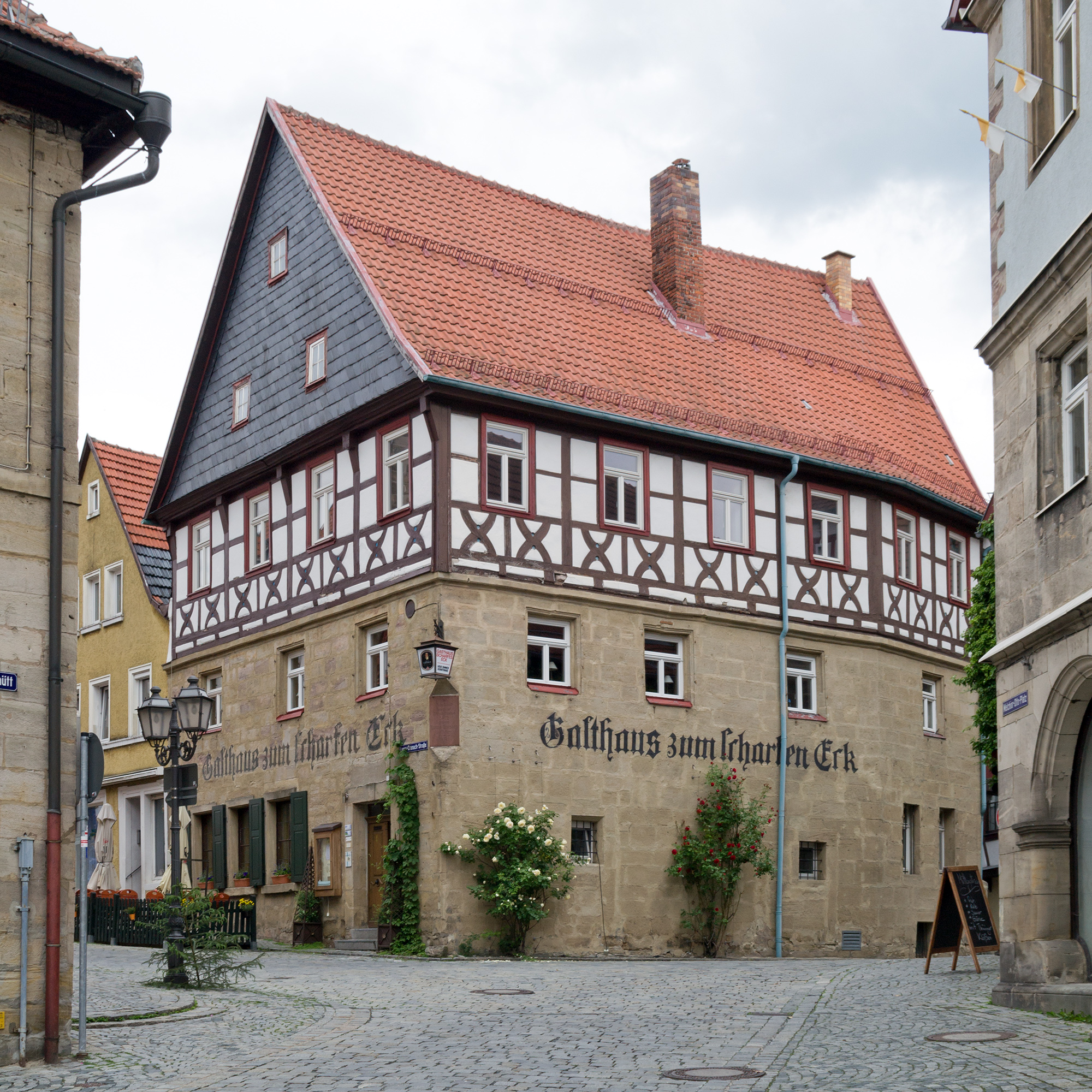
Gasthaus zum Scharfen Eck

Das Gasthaus zum Scharfen Eck ist ein denkmalgeschütztes Gebäude in der Lucas-Cranach-Straße 2 in der oberfränkischen Stadt Kronach in Bayern.

## Lage
Das Gebäude befindet sich in der Kronacher Altstadt („Obere Stadt“), nordöstlich des Melchior-Otto-Platzes an der Ecke, an der Lucas-Cranach-Straße, Strauer Torweg und der Straßenzug Auf der Schütt aufeinandertreffen. 

## Geschichte

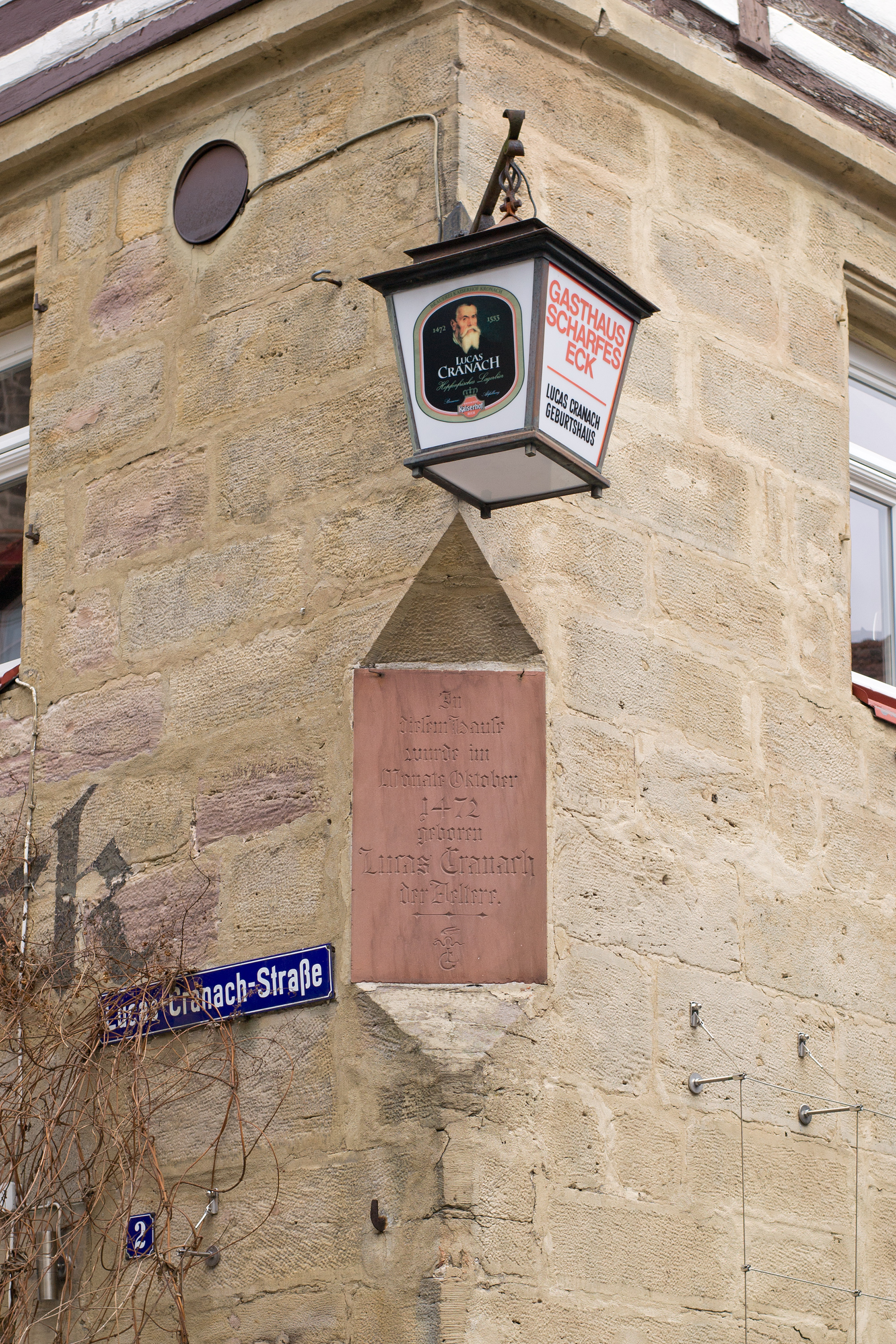
Hinweistafel am Gebäude

Das Untergeschoss und die drei Gewölbekeller des dreistöckigen Satteldachbaus stammen aus dem Spätmittelalter und wurde von Hans Kremer um 1400 bereits als Most-, Wein- und Bierwirtschaft betrieben. 1444 ist ein Brand der Wirtschaft in einer Bürgermeisteraufzeichnung („Hanns Kremer, dem sein vrch verbrannt ist“) verzeichnet, das macht das Haus zum ältesten bekannten Kronacher Wirtshaus. Der Wiederaufbau fand vermutlich in den 60er bis 70er Jahren des 15. Jahrhunderts statt.
Das mit Fachwerk versehene zweite Obergeschoss wurde im 16. Jahrhundert aufgesetzt. Zu dieser Zeit wurde die Wirtschaft zu einem Wohn- und Herrenhaus umgewandelt.
Der heutige Name Zum Scharfen Eck beruht nicht auf der Ecklage des Gebäudes, sondern stammt vom Namen einer früheren Eigentümerin: 1871 erwarb Mathilde Scharf, geborene von Renauld, das Haus, in dem ihr Ehemann Friedrich Scharf erneut eine Bierwirtschaft einrichtete. 
Die Stadt Kronach ließ 1872 eine Hinweistafel an dem Gebäude anbringen, wonach es sich um das Geburtshaus des berühmten Malers und Grafikers Lucas Cranach handeln soll. Dies wird jedoch angezweifelt, und der Ort von Cranachs Geburtshaus ist unbekannt. Bekannt ist aus Gerichts- und Steuerakten, dass Cranach mit seiner Familie um 1495 (im Alter von 22 Jahren) wohl an der Nordseite des Marktplatzes gewohnt hat. Vermutlich diente das heutige Gasthaus zum Scharfen Eck der Familie Cranach aber zeitweise als Wohnhaus.